# Laz Stubički
 Laz Stubički  falu Horvátországban Krapina-Zagorje megyében. Közigazgatásilag Máriabesztercéhez tartozik.

## Fekvése
Zágrábtól 21 km-re északkeletre, községközpontjától 4 km-re délnyugatra a megye keleti részén, a Horvát Zagorje területén fekszik.

## Története
A településnek 1910-ben 303 lakosa volt. Trianonig Zágráb vármegye Stubicai járásához tartozott. 2001-ben 292 lakosa volt.

## Külső hivatkozások
Máriabeszterce község honlapja